# Magliano in Toscana
Magliano in Toscana – miejscowość i gmina we Włoszech, w regionie Toskania, w prowincji Grosseto.
Według danych na rok 2004 gminę zamieszkiwało 3719 osób, 14,8 os./km².